# 瓜拉十八丁
瓜拉十八丁，舊名砵威（英語：Port Weld），是一座位於霹靂州拉律馬登暨司南馬縣的一座漁村，位於太平市西邊的臨海沼澤地區。
瓜拉十八丁早前為一座繁榮的漁村，市區位於内陸一岸，Reba 河（Sg. Reba）的對岸也有漁民居住。漁村四周為 Sangga 河河口包圍，兩岸皆為沼澤地紅樹林。

## 歷史
瓜拉十八丁舊名砵威（英語：Port Weld），是以海峽殖民地總督腓特烈·威爾德命名。早期因其爲全馬來亞最早修建鐵路系統的小鎮而得名。早期的砵威作爲拉律地區的主要出海口，自然就成爲拉律錫米（Biji Timah）的出口處，出口到印度進行煉冶，再出產成產品。除此之外，該小鎮也同峇登成爲當年華人南下的落脚點。
砵威火車站位於鎮中心，但這百年古跡卻在20世紀80年代遭被迫拆除，現在只剩下售票亭及四語招牌（英語拉丁字母、馬來語爪夷字母、中文漢字、淡米爾語淡米爾文字母）。目前該售票亭為一家華人餐廳所管，老闆也一直細心呵護鐵路招牌。

## 旅游

### 紅樹林
瓜拉十八丁還以馬當紅樹林保護區（Matang Mangrove Forest Reserve）而聞名，到此的游客通常都是乘船游覽紅樹林爲先，游覽期間可以觀賞老鷹。有關當局在沼澤地修建了一座讓有可能通行的木橋。一旁的水上還有小木屋供游客租用過夜。晚上的紅樹林還可以觀賞到螢火蟲。

### 炭窯
瓜拉十八丁早期以炭窯聞名，游客可以來到位於十八丁市郊的製窯厰參觀及體驗燒炭，還可以體驗乘船到不遠的紅樹林采集木炭的原材料——紅樹木。

### 美食
瓜拉十八丁當地美食以蝦麵聞名，也稱為Mee Udang Banjir，許多馬來商販都有售賣。瓜拉十八丁的唐人美食最多為海鮮，其餐廳都是當地漁民開設的，用材都是附近打撈的海鮮，餐廳通常位居海邊，游客可以一邊享用海鮮一邊俯瞰不遠處的沼澤地。

### 老港漁村
在瓜拉十八丁西岸，距離瓜拉十八丁市區直綫距離約7公里一處孤島 Pulau Sangga Kecil 上有一座沒有水電供應的沒落漁村「老港」（Kuala Sangga），據説歷史比十八丁更爲悠久。若要上島，只能通過水路，從十八丁市區租船約半個小時就可抵達。
老港漁村坐落在一個沿海濕地上，村裏的屋子都離地幾米，僅靠一個由水泥和木板築成的小橋連接，橋兩端都不設圍欄。村裏只剩幾十戶人家，從10嵗到70嵗不等，年輕一輩都離開這個沒水沒電的小島去十八丁或更遠的太平尋找生計，因此村裏有幾間屋厝都是處在空置狀態。
儘管老港漁村也差不多「人去樓空」，但村裏還有一間華語國民型小學「培智華小」（SJKC Poay Chee），約有不到十人的教師和學生，一座天主教堂「聖亞納天主堂」、兩座神廟（主祀宋大峰祖師的「賜龍壇」和「哪督公廟」）、一間咖啡店（Kopitiam）。村雖小，但每逢神誕村民還是會聘請潮劇團演戲酬神，這是就是村裏一年内最熱閙的時候，讓在外游子可以回鄉與家人團聚，一同慶祝。
有趣的是，雖然村裏有間天主堂，但是村裏卻沒有一個教徒，不過在村民間卻流傳著有關教堂的都市傳説，説是老港曾經發生一場火災，波及的木屋都無法倖免被燒毀，唯獨火勢延燒到天主教堂時，竟奇蹟地熄滅，讓島民深信冥冥之中自有一股神奇的力量保護著教堂。儘管這座教堂沒有了信徒，每天都還是有村民到教堂打掃及點上一對白蜡燭膜拜，若逢農曆初一十五，則會加獻一盤水果、鮮花及一對紅蜡燭，顯示了島上的華人宗教信仰者對不同宗教的尊重及包容。每年8月的聖安娜誕辰，神父及信眾都會自從外地而來做彌撒，許多來自十八丁的信徒也會乘船登島到教堂禱告，歡唱聖歌，熱鬧非凡。
在這一個距離「文明世界」半個小時船程的島上，村裏雖無水電供應（村民以雨水和發電機維生），但卻有通訊設備和網絡，這是因爲早在上世紀80年代，政府已經在這裏安裝太陽能通訊接收站，所以這裏可以使用互聯網，手機也可以與外界通訊。

## 政治
戴成銀閣下目前為霹靂州立法議會瓜拉十八丁選區（N13 區）的議員，黨籍為公正黨。
瓜拉十八丁選區（N13 區）是武吉甘當議會（Bukit Gandang，P059）的一部分。

## 相關
- 霹靂州
- 拉律馬登暨司南馬縣
- 沼澤地